# Leptotarsus melanopterus
Leptotarsus melanopterus är en tvåvingeart som först beskrevs av Alexander 1930.  Leptotarsus melanopterus ingår i släktet Leptotarsus och familjen storharkrankar. Inga underarter finns listade i Catalogue of Life.